# Melcior Comes
Melcior Comes Cladera (La Puebla, Baleares, 25 de febrero de 1980) es un escritor español en lengua catalana.

## Trayectoria
Licenciado en Derecho, irrumpió en el mundo literario en 2003. Curiosamente, cada uno de sus libros de ficción ha sido galardonado con un premio literario. En el campo del ensayo destaca su participación en el manifiesto generacional Qui no mereix una pallissa?.

## Obras
- 2003 L'aire i el món
- 2004 L'estupor que us espera
- 2005 Qui no mereix una pallissa? (con Josep Pedrals, Pere Antoni Pons y Jordi Rourera)
- 2007 El llibre dels plaers immensos

## Premios literarios
- 2003 Ciudad de Elche por L'aire i el món
- 2004 Premio Documenta por L'estupor que us espera
- 2006 Premio Ciudad de Palma-Llorenç Villalonga de novela por El llibre dels plaers immensos
- 2008 Premio Josep Pla por La batalla de Walter Stamm